# 朱哲成
朱哲成（1989年2月5日—），臺灣政治幕僚。天主教輔仁大學廣告傳播學系畢業。曾任立法委員吳宜臻國會辦公室特別助理、行政院中辦副執行長室秘書。當選第一屆民眾黨黨代表，並曾任職於台灣民眾黨國會辦公室助理，後退黨並加入時代力量。

## 個人背景
朱哲成出生於台灣基隆市，求學時期即聚焦關注台灣政治生態，就讀台北市的成功高中，並於輔仁大學廣告傳播學系完成學士學業。2014年完成義務兵役從軍中退伍，在因緣際會下成為民進黨籍不分區立委吳宜臻的國會辦公室助理。跟隨其一同前往苗栗深耕地方、從事基層選民服務，成為苗栗縣愛鄉協進會副總幹事。曾經擔任台南市市長候選人黃偉哲的競總新聞聯絡人及文宣組、台灣聯合國協進會聯合國先生、行政院中辦副執行長室秘書。

## 政治參與

### 競選2020年立法委員
2019年8月，向民進黨中央建議苗栗選區應整合非國民黨外最大票源。9月22日，於民眾黨首波立委提名記者會中，宣布退出民進黨，獲提名為2020年第10屆苗栗縣第1選區立法委員候選人。主要競爭對手為國民黨籍時任立委陳超明、民進黨時現任議員羅貴星。
獲提名後曾傳言郭家軍將換將出戰,遭其駁斥並堅稱參選到底。競選期間建議民眾黨中央必須建立機制，避免再度發生藉黨之名輔選他黨之情形。提出推動國家正常化、提高公立幼兒園比例、建置竹南鐵路地下化專網、檢討通霄超高壓電塔設置、制定獎助條例鼓勵青年返鄉、成立苗栗農產運銷公司等政見。承諾不包工程、不賄選、不貪污，公開一切薪資及補助款用途。選舉結果獲得1萬6566票、得票率11.11%，未能成功當選該屆立委。選後承諾會繼續在地深耕，不排斥與其他理念相近的在野勢力合作，希望未來能翻轉苗栗一黨獨大的政治版圖。
2020年，與賴香伶帶領World Gym竹南店消費者自救會代表，向苗栗縣政府陳情該店於竹南鎮的相關消費爭議。2020年2月1日，任職台灣民眾黨國會辦公室助理。

### 入時代力量
2021年，朱哲成因與台灣民眾黨理念不合而退黨。隔年代表時代力量參選桃園市議員，落選。

## 選舉紀錄
| 年度 | 選舉屆數             | 選舉區           | 所屬政黨   | 得票數 | 得票率 | 當選標記 | 備註 |
| ---- | -------------------- | ---------------- | ---------- | ------ | ------ | -------- | ---- |
| 2020 | 第十屆立法委員選舉   | 苗栗縣第一選舉區 | 臺灣民眾黨 | 16,566 | 11.11% |          |      |
| 2022 | 第三屆桃園市議員選舉 | 桃園市第八選舉區 | 時代力量   | 1,357  | 1.28%  |          |      |

## 外部連結
- 朱哲成的Facebook專頁